# Bobilis (peuple)
Pour les articles homonymes, voir Bobilis.
Les Bobilis (ou Bobili) sont une population de langue bantoue vivant au Cameroun dans la région de l'Est et le département du Lom-et-Djérem, notamment dans une quinzaine de villages de l'arrondissement de Bélabo, le long de l'axe routier Bélabo-Bertoua, d'autres dans l'arrondissement de Diang.

## Environnement
Les Bobilis vivent dans un environnement dominé par une forêt qui a longtemps contribué à leur enclavement. Même si l'agriculture et la chasse, destinées à l'autoconsommation, constituent leurs activités principales, leur vie s'organise entièrement en interaction avec cette forêt : source d'énergie, plantes médicinales, alimentation, bois de construction, lieu de pratiques rituelles.
La langue vernaculaire porte la marque de cette importance, avec des noms spécifiques pour les différentes espèces : assè pour Entandrophragma cylindricum (sapelli), tsipa pour Triplochiton scleroxylon (ayous), évindi pour l'ébène, ayaa pour Baillonella toxisperma (moabi), ekoa pour Entandrophragma utile (sipo), abang pour Milicia excelsa (iroko), ébola pour le Lovoa trichilioides (bibolo) et eko pour le doussié.

## Langue
Ils parlent le bobilis (ou bebil, gbigbil), une langue bantoue, dont le nombre total de locuteurs était estimé à environ 6 000 en 1991.

## Population
Les recensements officiels ne comportent pas de comptage ethnique, mais différentes sources permettent de situer le nombre de Bobilis entre 4 500 et 11 000 personnes. Ainsi, en 1966-1967, on a dénombré 4 579 Bobilis dans l'ancien district de Diang (Bertoua). Une source chrétienne estime leur nombre à 7 800 personnes. En 2003, dans un discours public (voir ci-dessous), la communauté Bobilis évalue ce nombre à 11 000 « âmes».
Quinze villages bobilis ont été identifiés dans l'arrondissement de Belabo : Ndemba I, Adiah, Djangane, Ndoumba-Olinga, Yanda Bobilis, Essandjane, Esselegue, Essamiem, Yoa, Ekak, Ndoumba, Kanga, Belabo Village, Ebaka, Yebi, Biombé. 
Dans l'arrondissement de Diang, les Bobilis réprésentent 15 % de la population. On les trouve notamment dans les villages suivants : Andom II, Dongo, Ndemba II, Massok, Dimako, Aboumandjali, Mbelepanga.
Leurs voisins sont les Képéré et les Pol.
Le catholicisme est la religion la plus présente dans cet arrondissement, mais les autres religions, notamment les croyances traditionnelles, le sont également.
Leur habitat est linéaire. Les murs des cases rectangulaires sont constitués d'un double clayonnage en bois (poto-poto), dont les interstices sont comblés par différents types d'argile. La toiture est en paille.

## Histoire
À l'ère coloniale, les Bobilis sont particulièrement touchés par la traite négrière, car la sous-traitance du commerce des esclaves était souvent confiée aux chefs coutumiers locaux qui les capturaient plus volontiers parmi les groupes minoritaires. Cette économie de traite a pu avoir en outre des incidences sur les migrations, mais les contradictions entre les sources écrites et la tradition orale ne permettent pas de confirmer cette hypothèse avec certitude. En revanche le travail forcé imposé par le colonisateur allemand pour développer le chemin de fer a sans aucun doute précipité le départ de certaines populations. 
Au fil du temps les Bobilis ont consolidé le récit de leurs origines et de leurs migrations, comme en témoigne ce discours adressé au préfet du Lom-et-Djérem en 2003 :

« L’ethnie Bobilis prend ses origines dans l’actuel département de la Sanaga-Maritime, arrondissement de Mouanko, chez les Yakalak, proche des Bakoko. Après plusieurs mouvements migratoires, liés aux guerres et à la construction du chemin de fer Douala-Yaoundé, les Bobilis vont tour à tour migrer de Mouanko à Dizangué vers la rive gauche de la rivière Nyong en passant successivement par Yaoundé où ils créent le village Bili, devenu aujourd’hui le quartier Obili, et le village Gbaklak, actuel district de Nsem dans le département de la Haute-Sanaga. »

Même si les chiffres exacts ne sont pas connus, on a observé un effondrement démographique chez les Bobilis, lié aux déplacements, mais aussi aux épidémies, favorisées par le milieu forestier et son climat, et à la disette qui décime le continent au cours de la deuxième décennie du XXe siècle.
Les Bobilis attirent l'attention de la médecine dans les années 1920 dans le cadre de la prophylaxie de la trypanosomiase humaine africaine, connue sous le nom de « maladie du sommeil », que le gouvernement français cherche à endiguer dans les colonies après le rapport spécial sur cette pathologie meurtrière que déposa le docteur Eugène Jamot au Conseil d'Hygiène de l'Afrique-Équatoriale française, le 29 novembre 1916.
Le Cameroun est en effet l'un des hauts lieux historiques de la trypanosomiase humaine africaine qui sévit à l'état endémique dans la région du Haut-Nyong, territoire des Bobilis. Encouragé par le médecin-inspecteur Louis Huot, le docteur Jamot y prend ses fonctions le 1er mars 1922 et y reste jusqu'en 1931. Huot meurt en Indochine peu après, mais on lui doit un compte-rendu détaillé sur la prophylaxie de la maladie du sommeil dans la région de Doumé. Il décrit notamment ses ravages parmi les populations Bamvele et Bobilis.

## Personnalités d'origine bobilis
- Jean Bosco Samgba (1954-2005[19]), ingénieur des eaux et forêts et ancien ministre[20]
- Félix Gbapol Mbelley, député[21]
- Pierre Mezomé, député[22]